# 4453 Bornholm
4453 Bornholm eller 1988 VC är en asteroid i huvudbältet som upptäcktes den 3 november 1988 av den danska astronomen Poul Jensen vid Brorfelde-observatoriet. Den är uppkallad efter den danska ön Bornholm.
Asteroiden har en diameter på ungefär 11 kilometer och den tillhör asteroidgruppen Eos.